# Žitavce
Žitavce (bis 1948 slowakisch „Ďarmoty nad Žitavou“ – bis 1927 „Žitavské Ďarmoty“; ungarisch Zsitvagyarmat) ist eine slowakische Gemeinde im Okres Nitra und im Nitriansky kraj mit 396 Einwohnern (Stand 31. Dezember 2024).

## Geographie
Die Gemeinde befindet sich im westlichen Teil des Hügellands Pohronská pahorkatina, einem Teil des slowakischen Donauhügellands, am linken Ufer der Žitava. Das Ortszentrum liegt auf einer Höhe von 141 m n.m. und ist fünf Kilometer von Vráble sowie 26 Kilometer von Nitra entfernt.
Nachbargemeinden sind Melek im Norden und Osten, Tehla im Südosten, Maňa im Süden, Michal nad Žitavou im Südwesten und Lúčnica nad Žitavou im Westen.

## Geschichte

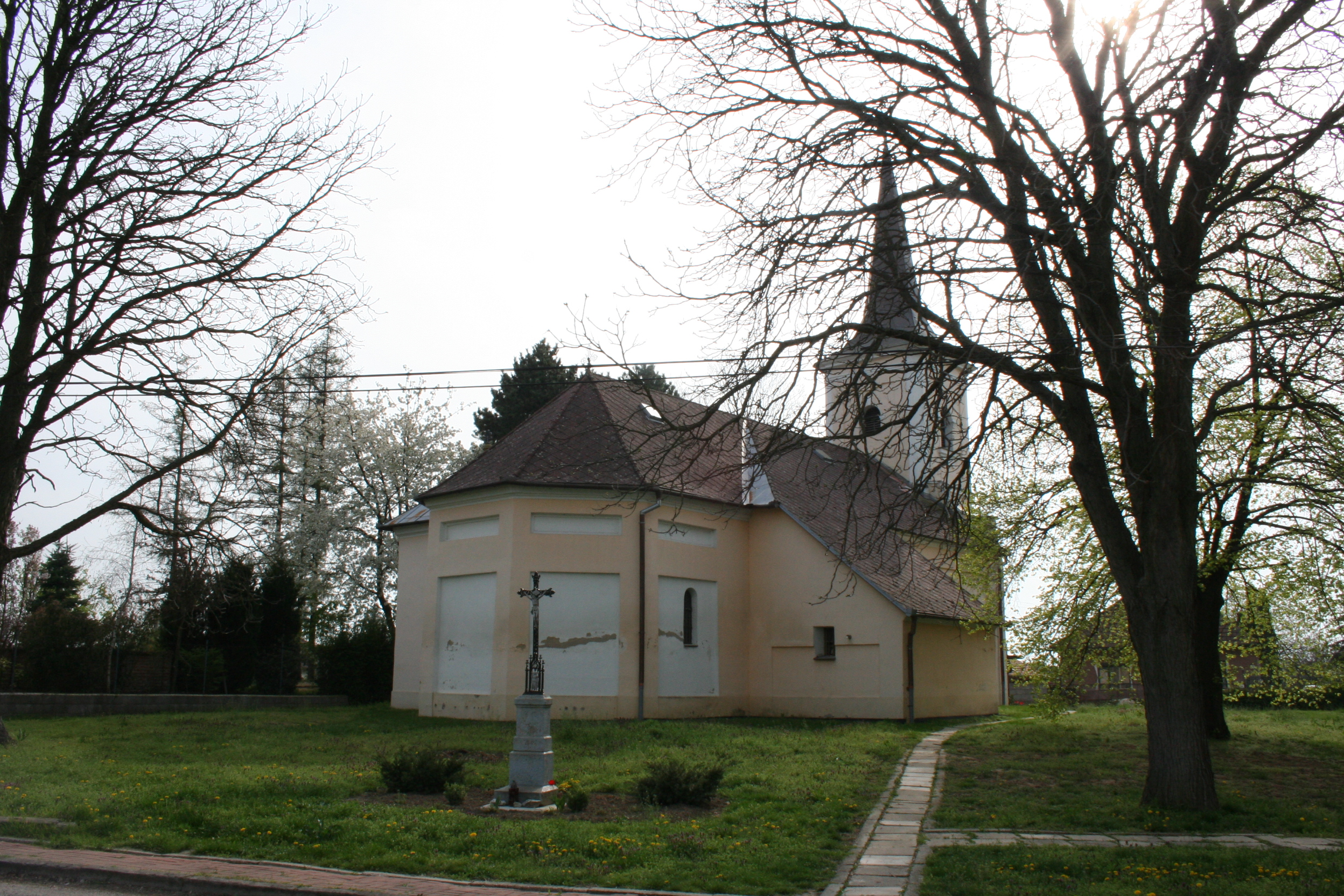
Kirche in Žitavce

Žitavce wurde zum ersten Mal 1232 als Gurmot schriftlich erwähnt. 1275 war das Dorf teilweise königlicher Besitz und teilweise Gut des Erzbistums Gran, das hier später Prädialisten (kirchliche Angehörige des niederen Adels) einlud. Später wurde das Dorf in drei Teile geteilt: Szigetgyarmat (slowakisch Ostrovné Ďarmoty), das dem Landadel aus Lula gehörte sowie Lehotkagyarmat und Zsitvagyarmat (slowakisch Lehotské Ďarmoty und Žitavské Ďarmoty), die weiterhin Besitz der Prädialisten waren. 1828 zählte man in den drei Orten 93 Häuser und 638 Einwohner, die als Landwirte und Landarbeiter beschäftigt waren. Zu einem nicht näher bekannten Zeitpunkt bis 1863 schlossen sich die drei Orte wieder zusammen.
Bis 1918 gehörte der im Komitat Bars liegende Ort zum Königreich Ungarn und kam danach zur Tschechoslowakei beziehungsweise heute Slowakei. Auf Grund des Ersten Wiener Schiedsspruchs lag er 1938–1945 noch einmal in Ungarn.

## Einwohner
| Jahr                | 1994 | 2004    | 2014     | 2024    |
| ------------------- | ---- | ------- | -------- | ------- |
| Anzahl der Personen | 328  | 334     | 373      | 396     |
| Unterschied         |      | +1,82 % | +11,67 % | +6,16 % |

| Jahr                | 2023 | 2024    |
| ------------------- | ---- | ------- |
| Anzahl der Personen | 399  | 396     |
| Unterschied         |      | −0,75 % |

Gemäß der Volkszählung 2011 wohnten in Žitavce 376 Einwohner, davon 366 Slowaken, vier Magyaren und zwei Polen. Ein Einwohner gab eine andere Ethnie an und drei Einwohner machten keine Angaben zur Ethnie.
299 Einwohner bekannten sich zur römisch-katholischen Kirche, drei Einwohner zur Evangelischen Kirche A. B., zwei Einwohner zur reformierten Kirche, jeweils ein Einwohner zu den christlichen Gemeinden, zur griechisch-katholischen Kirche und zur neuapostolischen Kirche und zwei Einwohner zu einer anderen Konfession. 60 Einwohner waren konfessionslos und bei sieben Einwohnern wurde die Konfession nicht ermittelt.

## Bauwerke und Denkmäler
- römisch-katholische Stephanskirche im Stil der Spätrenaissance aus dem Jahr 1699, 1776 vergrößert und im klassizistischen Stil umgestaltet
- Landschloss im klassizistischen Stil aus dem späten 18. Jahrhundert